# إيلي أبيل
إيلي أبيل Elie Abel (1920 – 2004) كاتب صحفي كندي أمريكي. درس الأدب والصحافة، وعمل صحفيا في أونتاريو لمدة عام، ثم خدم في سلاح الجو الملكي الكندي خلال الحرب العالمية الثانية. التحق بصحيفة النيويورك تايمز عام 1949 وظل بها مدة 11 سنة محررا ومراسلا. توفي عام 2004 عن عمر 83 إثر جلطة، وكان يعاني من آثر ألزهايمر. حصل على جائزة بوليتزر للمراسلة الدولية (مع آخرين) عام 1956.

## العمل
عمل على تغطية الثورة المجرية عام 1956، وكذلك الاحتلال الصيني للتبت عام 1958. وعاد للولايات المتحدة عام 1959 ليرأس مكتب واشنطن في صحيفة ديترويت نيوز. اكتسب خبرة عميقة من خلال عمله بالصحافة في موضوع الشيوعية. في عام 1970 ترك العمل الصحفي واتجه إلى العمل الأكاديمي، حيث عين عميدا لكلية الدراسات العليا في الصحافة، ثم غادرها إلى جامعة ستانفورد.

## المؤلفات
من كتبه:
- كتلة محطمة .. ما وراء الاضطرابات في أوروبا الشرقية 1990
- التسرب الصحفي... من الفاعل ومن المستفيد وبأي ثمن؟. 1987
- ما هو الخبر... وسائل الإعلام في المجتمع الأمريكي. 1981
- أزمة الصواريخ 1971.